# ぷらっとパーク

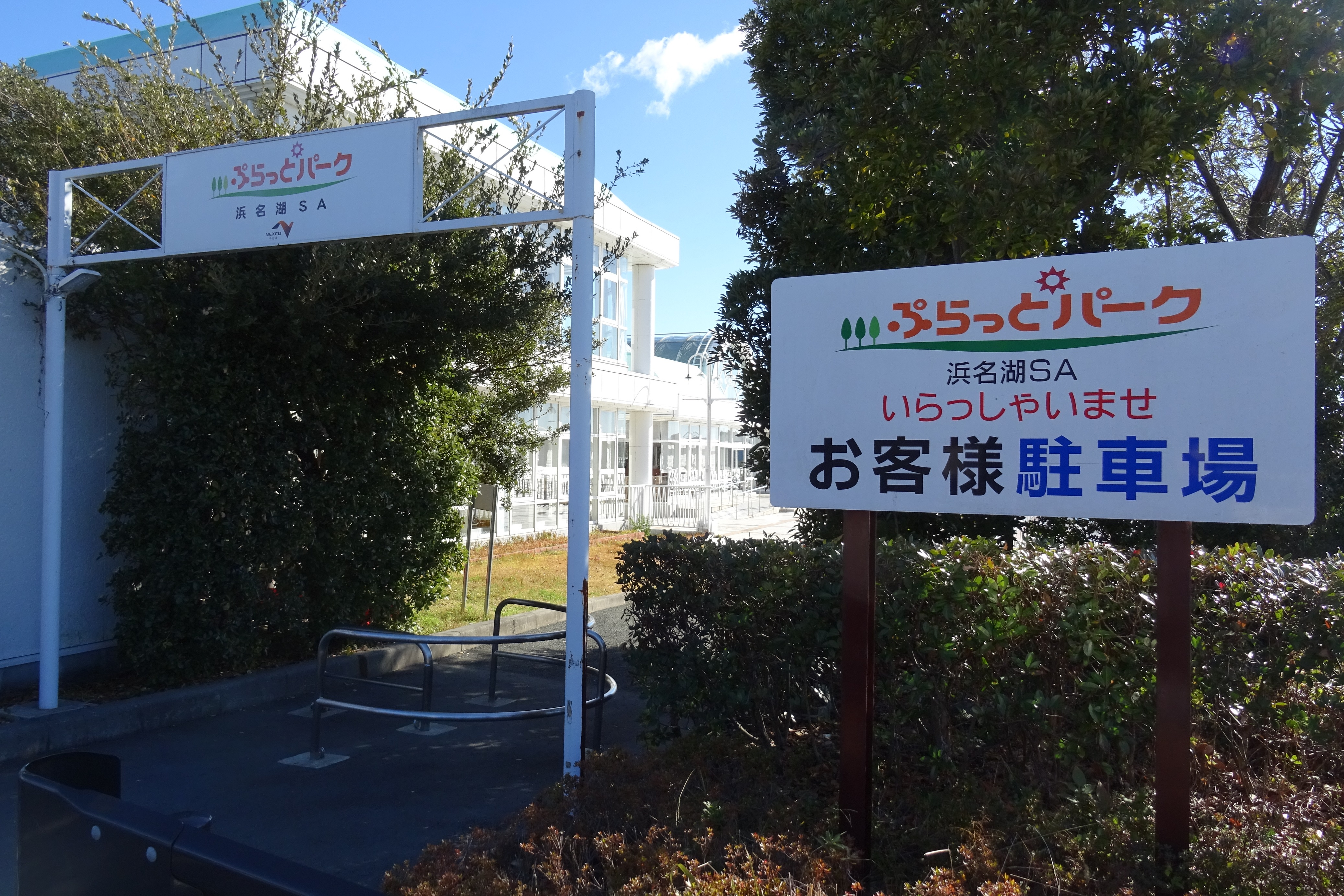
東名高速道路 浜名湖サービスエリア
ぷらっとパーク（撮影：2018年1月2日）

ぷらっとパークは、中日本高速道路（NEXCO中日本）管内のサービスエリア・パーキングエリアを管理する中日本エクシスが、一般道から施設を利用できるように設けた出入口のことである。
同様の出入口は、NEXCO東日本・NEXCO西日本・JB本四高速管内のサービスエリアやパーキングエリアにも存在する。NEXCO西日本管轄のサービスエリア・パーキングエリアを管理する西日本高速道路サービス・ホールディングスでは「ウェルカムゲート」と呼んでおり、NEXCO東日本管内では「ウォークインゲート」、本四高速では「コミュニティゲート（来島海峡SA）」と呼んでいる。

## 概要
サービスエリア・パーキングエリアの休憩施設の利用促進を図るために業務用出入口（元来は従業員の通勤やエリア内で販売される物資の搬入などにのみ用いられていたもの）を一般者向けに開放したものであり、一般道から高速道路の休憩施設を利用出来るように設置している。なお一部の新規開業した施設においてはぷらっとパーク設置を前提とした設計となっている。スマートインターチェンジと異なり、本線への車両の出入りは出来ない（別途、一般者向けの専用駐車場が設けられている）。NEXCO中日本は高速道路利用者がぷらっとパークから高速道路外に出る行為及びぷらっとパーク利用者が高速道路駐車場に立ち入る行為やぷらっとパークを介した待ち合わせを禁止しており、法に違反する行為として推奨していない。
元が従業員用の出入口である観点から場所によっては駐車が困難な施設もあることは留意したい。なお、ぷらっとパークの開閉時間は、サービスエリア・パーキングエリアによって異なっており、一部では24時間開放している場所もあるが、夜間は閉鎖する場所もあるため注意が必要である。
ハイウェイオアシスに似ているが、こちらは高速道路側から指定された隣接施設を利用出来るように設置したものであり、若干異なる（ぷらっとパークには隣接施設が存在しないことが多い）。

## 設置されているサービスエリア・パーキングエリア
- 新東名高速道路 NEOPASA浜松 ぷらっとパーク（撮影：2017年11月4日） E1 東名高速道路

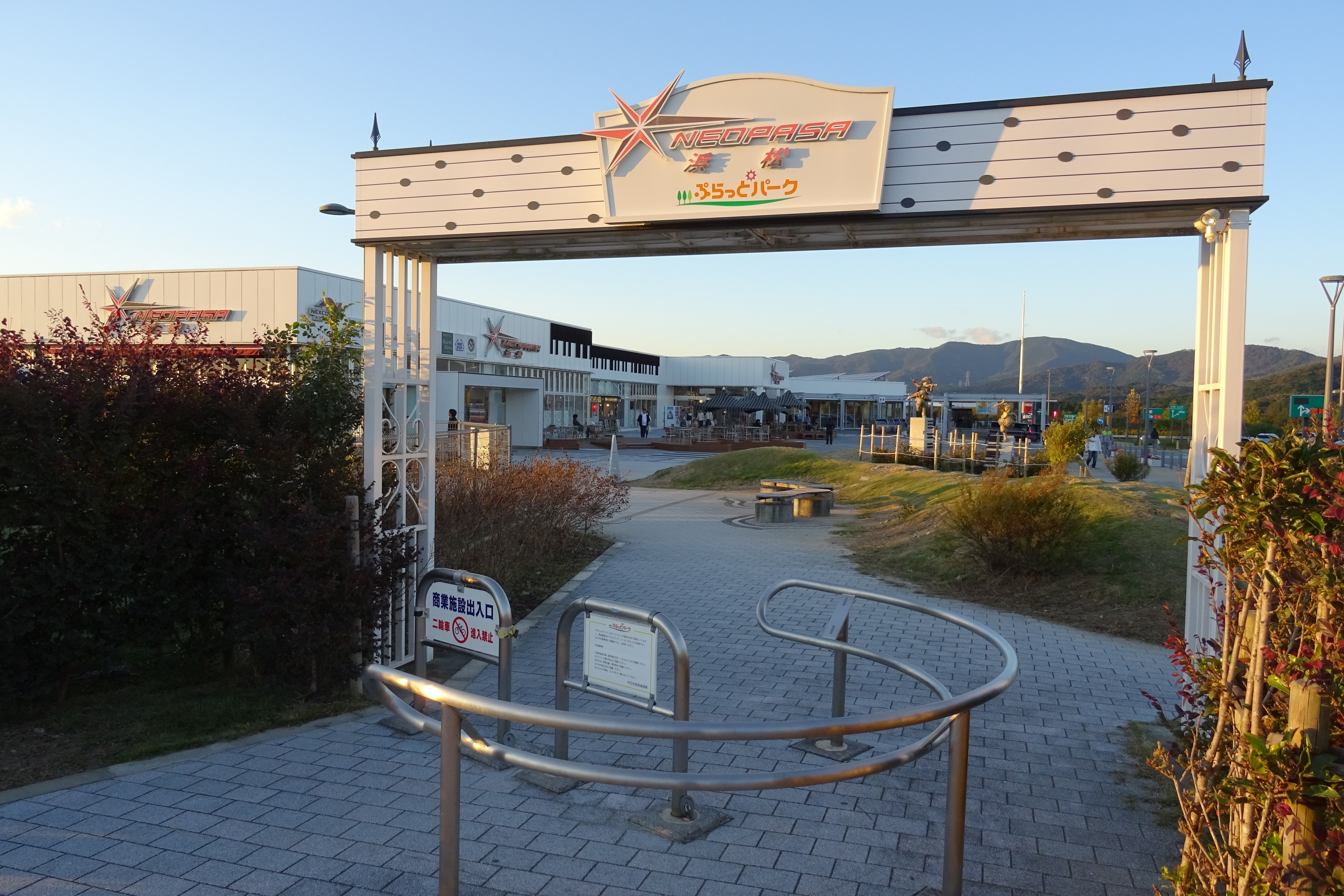
新東名高速道路 NEOPASA浜松 ぷらっとパーク（撮影：2017年11月4日）

  - 港北PA（上下線）：上り線 7時 - 22時、下り線 24時間
  - 海老名SA（上下線）：24時間
  - 中井PA（上下線）：24時間
  - 鮎沢PA（上下線）：上り線 24時間、下り線 7時 - 19時30分
  - 足柄SA（上下線）：24時間
  - 駒門PA（下り線）：24時間
  - 富士川SA（上下線）：24時間
  - 日本平PA（上り線）：24時間
  - 日本坂PA（上下線）：上り線 24時間、下り線 7時 - 22時
  - 牧之原SA（上下線）：24時間
  - 小笠PA（上下線）：7時 - 24時
  - 遠州豊田PA（下り線）：7時30分 - 20時
  - 三方原PA（下り線）：24時間
  - 浜名湖SA（上下線）：24時間
  - 新城PA（上下線）：24時間
  - 赤塚PA（上り線）：24時間
  - 美合PA（上下線）：上り線 7時 - 20時、下り線 24時間
  - 豊田上郷SA（上下線）：24時間
  - 東郷PA（上下線）：7時 - 21時
  - 守山PA（上下線）：7時 - 21時
- E1A 新東名高速道路
  - 駿河湾沼津SA（上下線）：24時間
  - 清水PA（上下線）：24時間
  - 静岡SA（上下線）：24時間
  - 藤枝PA（上下線）：24時間
  - 掛川PA（上下線）：24時間
  - 遠州森町PA（上下線）：上り線 7時 - 22時、下り線 24時間
  - 浜松SA（上下線）：24時間
  - 長篠設楽原PA（上下線）：24時間
  - 岡崎SA（上下線） : 24時間
- E1 名神高速道路
  - 尾張一宮PA（上下線）：24時間
  - 養老SA（上下線）：24時間
  - 伊吹PA（上り線）：7時30分 - 20時30分
  - 多賀SA（上下線）：24時間
- E1A 新名神高速道路
  - 鈴鹿PA（上下線集約）：24時間
  - 土山SA（上下線集約）：24時間（ぷらっとパーク扱いではないものの、運営の近江鉄道公式サイトで一般道から利用可能と記載されている[3]。）
- E23 東名阪自動車道
  - 大山田PA（上下線）：24時間
  - 御在所SA（上下線）：24時間
  - 亀山PA（上下線）：上り線 7時30分 - 20時30分、下り線 7時 - 20時
- E1A 伊勢湾岸自動車道
  - 湾岸長島PA（上下線）：7時 - 21時（ぷらっとパーク扱いではないが、運営会社である長島ピー・エー公式サイトには一般道から利用可能と記載されている）
- E8 北陸自動車道
  - 神田PA（上下線）：上り線 7時30分 - 21時30分、下り線 7時30分 - 21時
  - 賤ヶ岳SA（上下線）：24時間
  - 杉津PA（上下線）：上り線 7時 - 21時、下り線 7時30分 - 19時30分
  - 南条SA（上下線）：24時間
  - 北鯖江PA（上下線）：24時間
  - 女形谷PA（下り線）：7時 - 20時
  - 尼御前SA（上下線）：24時間
  - 徳光PA（上下線）：上り線 7時 - 19時30分、下り線 24時間
  - 不動寺PA（上り線）：7時 - 20時
  - 小矢部川SA（上り線）：24時間（2020年5月8日から12月17日まではエリア内の営業施設は閉鎖されていた）
  - 呉羽PA（上下線）：7時 - 20時
  - 有磯海SA（上下線）：24時間
- E20/E19 中央自動車道
  - 石川PA（上下線）：24時間
  - 藤野PA（上下線）：上り線 7時 - 23時、下り線 24時間
  - 談合坂SA（上下線）：24時間
  - 初狩PA（上下線）：上り線 7時30分 - 20時、下り線 7時 - 21時
  - 釈迦堂PA（上り線）：7時 - 22時
  - 境川PA（上下線）：上り線 7時 - 22時、下り線 24時間
  - 双葉SA（上下線）：24時間
  - 八ヶ岳PA（上下線）：上り線 7時 - 22時、下り線 6時 - 22時
  - 中央道原PA（上下線）：上り線 24時間、下り線 7時 - 21時
  - 諏訪湖SA（上下線）：24時間
  - 辰野PA（上下線）：上り線 7時 - 20時、下り線 24時間
  - 小黒川PA（上下線）：7時 - 20時
  - 駒ヶ岳SA（上下線）：24時間
  - 阿智PA（上下線）：24時間
  - 神坂PA（下り線）：8時 - 20時
  - 恵那峡SA（下り線）：24時間
  - 屏風山PA（上り線）：24時間
- E68 中央自動車道富士吉田線
  - 谷村PA（上下線）：上り線 7時30分 - 20時、下り線 7時30分 - 19時30分
- E23 伊勢自動車道
  - 嬉野PA（上下線）：上り線 8時 - 19時、下り線 7時30分 - 19時
- E19 長野自動車道
  - 梓川SA（上下線）：24時間
  - みどり湖PA（上下線）：7時 - 20時
- E41 東海北陸自動車道
  - 関SA（上り線）：24時間
  - 長良川SA（下り線）：24時間
- E27 舞鶴若狭自動車道
  - 三方五湖PA(上下線）：24時間
- E85 小田原厚木道路
  - 平塚PA（下り線）：24時間